# Банк Англії
Банк Англії (англ. Bank of England, офіц. Governor and Company of the Bank of England) — центральна державна банківська установа Великої Британії.
У будь-якій сучасній економіці центральний банк відіграє винятково важливу роль. Це твердження є слушним щодо Банку Англії, по-перше, в силу тієї винятково важливої ролі, яку відіграє у Великій Британії банківський сектор, і, по-друге, у силу того, що Лондонський Сіті зараз є одним із провідних міжнародних фінансових центрів сучасного світу. Банк Англії формально не є незалежною фінансовою установою, скарбниця Сполученого Королівства має право віддавати розпорядження Банку. Але зазвичай скарбниця не використовує це право, за винятком критичних випадків або принципових рішень про структуру Банку Англії.
У силу історичної традиції Банк Англії не прагне до високого ступеня регулювання банківської системи. Проте, після кожної банківської кризи ступінь втручання зростала. Оскільки традиції державного регулювання не дуже глибоко укорінені в англійській економіці (навіть сам Банк Англії виник і тривалий час розвивався як приватний банк), а також у силу консервативного поводження, роль Банку часто недооцінюється. Проте Банк є цілком сучасною інституцією, мабуть однією з найбільш професійних центральних банків усього світу і непогано справляється з динамічним життям лондонського Сіті.

## Історія

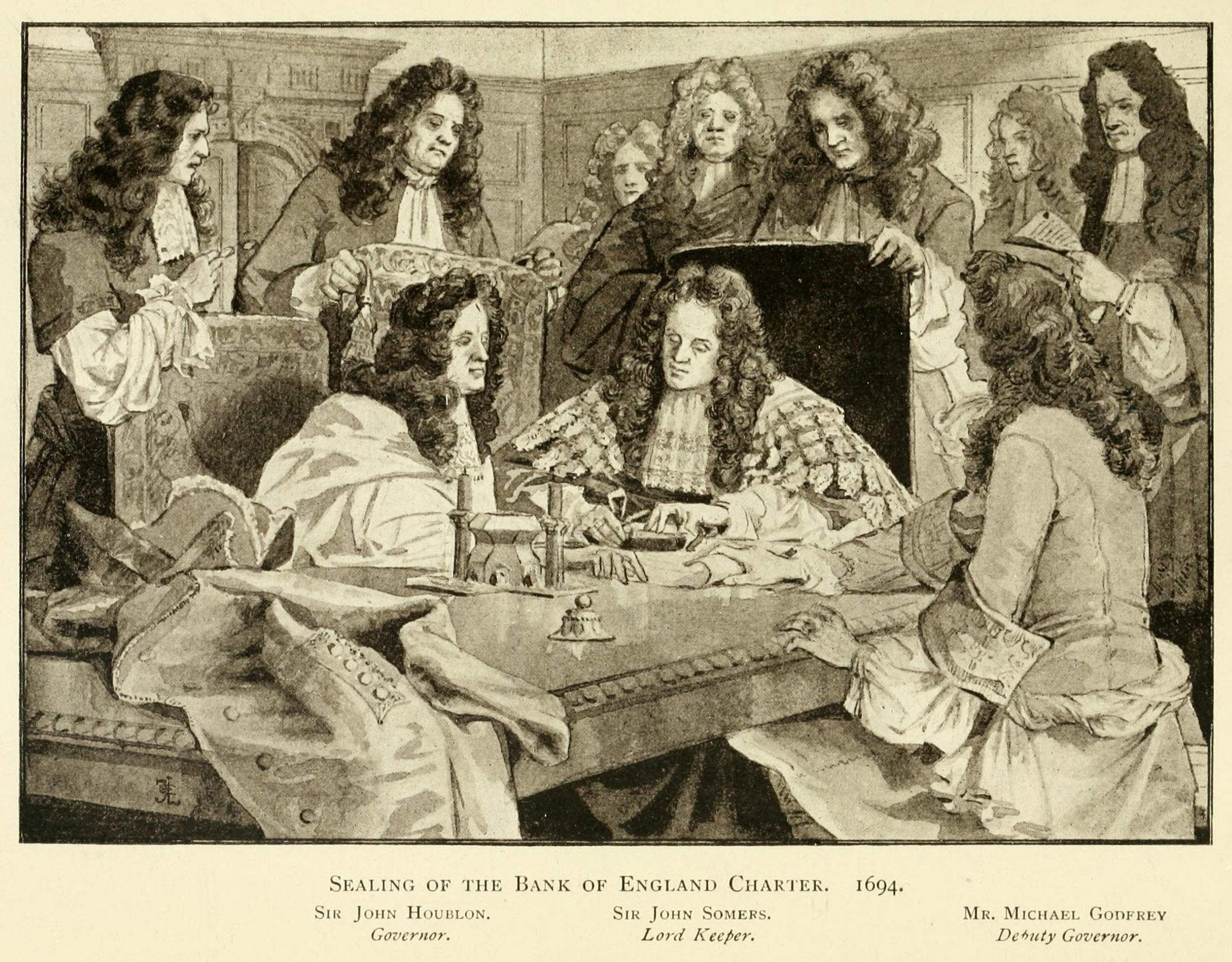
Правління Банку Англії (1694)

Банк Англії — найстаріший центральний банк світу. Ця інституція з'явилася наприкінці XVII століття в Англії у результаті так званої угоди між майже збанкрутілим урядом та групою фінансистів.
Банківська система Англії 1690-их років складалася з кредиторів-банкірів, що надавали кредити з позикових засобів, та ювелірів, що приймали золото на депозити і потім надавали позику. У 1688 році дорога громадянська війна нарешті закінчилася, і на трон Англії зійшов король Вільгельм ІІІ. До влади прийшла політична партія, що проводила політику меркантилізму та грабіжницького захоплення колоній. Найсерйознішим супротивником Англії була Французька імперія, і незабаром Англія розв'язала Півстолітню війну.
Політика мілітаризму виявилася дуже дорогою, і у 1690 роках Англійський уряд виявив, що казна виснажена і грошей немає. Виявилось неможливим для уряду спонукати людей купувати його облігації після стількох років війни. Зібрати податки за більш високими ставками також не уявлялося можливим.
Тоді 1693 року було створено комітет Палати Общин, із метою пошуку способів одержання грошей для уряду. Тоді ж з'явився шотландський фінансист Вільям Петерсон, що запропонував від імені своєї фінансової групи цілком новий план уряду. В обмін на визначені привілеї з боку держави Петерсон запропонував створити Банк Англії, який би випустив нові банкноти і покрив дефіцит. Таким чином було укладено угоду. Одразу ж після утвердження Банку Парламентом у 1694 році сам король Вільгельм ІІІ та деякі члени Парламенту поспішили стати акціонерами нової «грошової фабрики».
Спочатку у банку було 19 співробітників. Капітал Банку являв собою перший англійський державний борг.
Вільям Петерсон зажадав від англійського уряду присвоїти новим банкнотам статус законного платіжного засобу. Британський уряд відмовив, заявивши, що це «зайшло занадто далеко», але Парламент надав новому Банкові привілей утримувати урядові внески і випускати нові цінні папери для оплати урядового боргу.
Банк Англії одразу ж випустив нових грошей на суму 760000 фунтів стерлінгів, що пішли на оплату боргу. Це викликало стрибок інфляції, і за два роки Банк виявився цілком неплатоспроможним, що дало певні переваги приватним ювелірам. Банкноти Банку Англії могли бути вільно обмінені на металеві монети, що були в обігу.
У 1696 році Банк Англії, що керувався магнатами урядової партії вігів, стикнувся з загрозою конкуренції. Партія торі спробувала заснувати новий ’’National Land Bank’’ і хоча ця ідея не вдалась, Банк Англії одразу ж почав вживати заходів. Наступного року Парламент прийняв закон, що заборонив заснування в Англії значних банків. Відповідно до цього ж закону, підробка банкнот Банку Англії каралась стратою.
У 1708 році закон став ще жорсткішим. Тепер стало незаконним випускати
векселі на пред'явника, (таке право було надано лише Банку Англії) і створювати компанії, що складаються більше ніж з 6 чоловік партнерів, а також надавати короткотермінові кредити терміном до 6 місяців. Таким чином, конкурентами Банку Англії могли стати малі банки з числом учасників менше семи.
Попри ці умови, Банк Англії все ж зіткнувся із сильними конкурентами з боку партії Торі під час перебування на престолі королеви Анни. У 1711 році була створена Компанія Південного моря (South Sea Company), яку очолював прем'єр-міністр Робертом Харлі, що склала сильну конкуренцію Банкові Англії, але вона збанкрутіла вже за дев'ять років. Це банкрутство спричинило тиск на Банк Англії з боку вкладників, і банкові було надано право призупиняти платежі монетами. Подібному тискові Банк Англії піддався під час вступу на престол Принца Чарлі у Шотландії. І знову Банк Англії призупинив платежі.
У 1734 Банк переїхав до спеціально збудованої будівлі на Threadneedle Street у центрі лондонського Сіті. Пізніше за іменем цієї вулиці він одержав своє прізвисько: ’’Old Lady oF ThreadneedleStreet’’.
У другій половині XVIII століття з'явилися приватні банки, які випускали векселі. До 1793 року їх налічувалось близько 400. Фінансування війн, що тривають поколіннями, призвело до припинення платежів монетами третиною банків Англії, а потім і самим Банком Англії у 1797 році. Пізніше до них приєдналися й інші банки.
Така пауза тривала 24 роки до самого завершення війни з Францією. Під час цього періоду до 1821 року банкноти Банку Англії слугували дійсними грошима (хоча ще не узаконено), а пізніше стали законним платіжним засобом. Як і очікувалося, у цей період з'явилась низка ненадійних банків. У 1797 році в Англії й Уельсі було близько 280 «country» банків, а до 1813 року їхня кількість перевищувала 900. До 1816 року загальна кількість банкнот становила 24 мільйона фунтів стерлінгів, збільшившись вдвічі у порівнянні з 1797 роком.
Цей період не міг не відбитися і на становищі справ Банку Англії. Його прибутки зменшились, а коли платежі відновилися у 1821 році, акції Банку впали на 16 %.
У 1826 році було видано так званий Country Bankers' Act oF 1826, що обмежив монополію Банку на друк банкнот та випуск векселів на пред'явника районом у радіусі 65 миль від Лондону і дозволив створення інших банків поза цим регіоном, які могли теж випускати свої банкноти. Одночасно цей акт дозволив Банкові Англії створювати свої філії в усіх районах Англії.
Таким чином, монополія Банку Англії зберігалася, а конкуренції майже не було. У 1833 році були дозволені послуги по прийому депозитів. Надалі «country» банки, що раніше могли обмінювати свої банкноти на металеві гроші, одержали право обмінювати їх на банкноти Банку Англії. Усі ці зміни посилили позиції Банку Англії, і з цього моменту він функціонував як повноцінний універсальний банк, а «country» банки зберігали свої резерви в Банку.
У зв'язку з подальшим ускладненням діяльності Банку ’’Bank Charter Act of 1844’’ зажадав від Банку ведення двох видів обліку: за власне банківською діяльністю Банку і за його емісійною діяльністю. Ця система продовжує функціонувати і зараз.

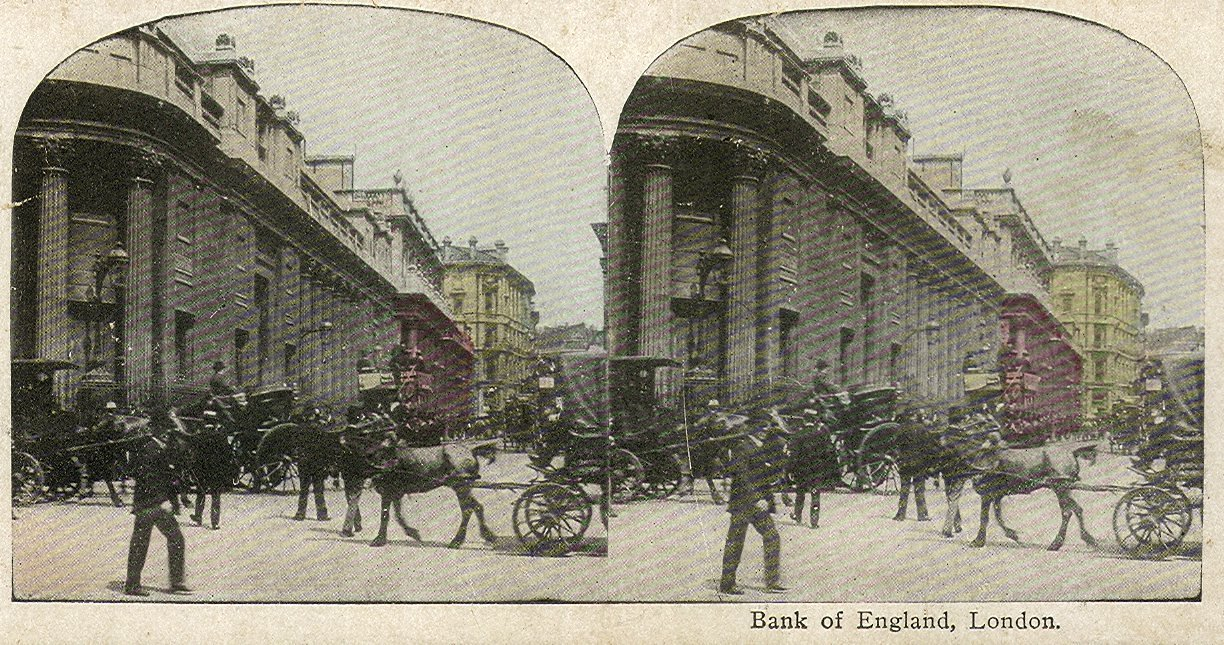
Будівля Банку Англії 1900

Проте у зв'язку з декількома фінансовими кризами у XIX столітті Банк почав відходити від комерційної банківської діяльності і переходити до спроб регулювання рівня відсоткової ставки. Одночасно він перетворився на кредитора останньої інстанції для банків, що перебували у скрутному становищі. До часу кризи банку ’’Барінг’’ у 1890 році, коли Банк Англії зміг успішно запобігти
загрозі усій британській банківській системі, техніка регулювання досягла високого рівня розвитку і стала прикладом для центральних банків інших країн.
Під час Другої світової війни основною функцією Банку було фінансування державного боргу, якій зріс з 1 мільярда фунтів стерлінгів до 7. Одночасно було введено контроль валютообмінних операцій, що зберігався до 1979 року.
У 1946 році лейбористський уряд здійснив націоналізацію Банку шляхом викупу акцій у обмін на 3-відсоткові облігації державної позики у відношенні 1:4, що привела його у розряд «публічних корпорацій». Акціонерний капітал було передано Казначейству, а його колишні власники одержали щедру компенсацію у вигляді державних облігацій, що у сумі в чотири рази перевищували номінальну вартість акцій. Банк, таким чином, не став частиною урядового апарату, але був уповноважений «запитувати інформацію в банкірів і давати їм рекомендації». З санкції Казначейства, Банк Англії міг «видавати директиви будь-якому банку з метою забезпечити виконання таких рекомендацій або прохань». За минулі роки (до 1976 р.), банк жодного разу не скористався цим правом, тому що усі «прохання» виконуються, за висловом одного американського банкіра, із «релігійною неухильністю».
У результаті колапсу декількох «додаткових» банків у 1973 році і банківської кризи було прийнято Банківський Акт 1979 року, що дав Банкові Англії право наглядати за операціями так званих «Визнаних банків і ліцензованих депозитних установ» (Recognised Banks and Licensed Deposit Takers), що мали право на залучення коштів від населення. Після того як у 1984, ’’Johnson Matthey Bank’’, значний банк і важливий учасник Лондонського Золотого Ринку, почав відчувати серйозні труднощі, у жовтні 1987 року до акту 1979 року було внесено важливі доповнення і зміни.

## Сучасні функції Державного Банку Англії

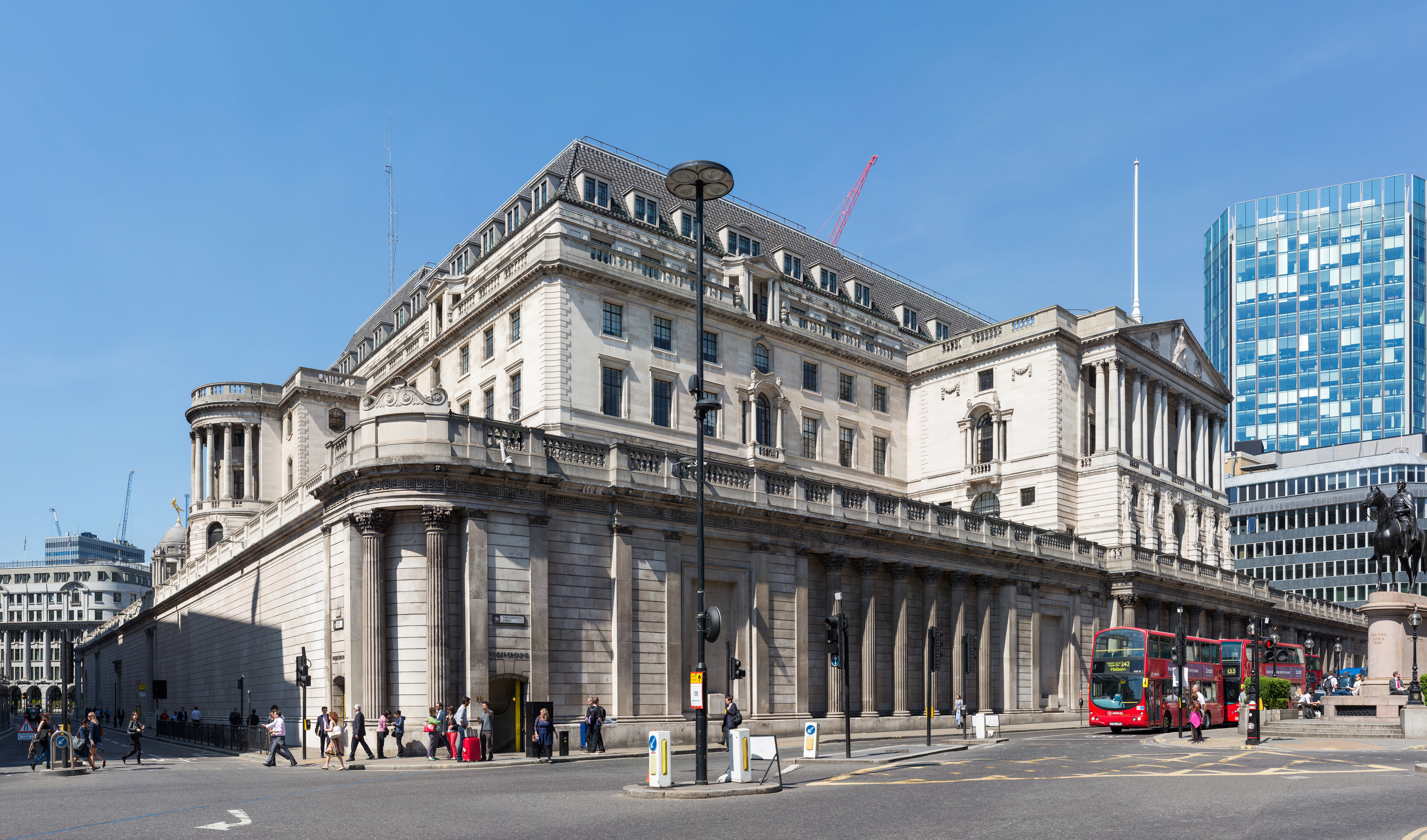
Сучасний вигляд будівлі Державного банку Англії

Банк Англії, як і центральні банки інших країн, у цей час знаходиться в центрі фінансових та економічних змін, що вимагають від нього нових зусиль з адаптації до мінливих умов. Це викликає необхідність внесення принципових змін до їхніх функцій, організації і технології, а також радикально нового підходу до міжбанківської кооперації і міжнародного співробітництва.
Численні функції, що виконує Банк Англії можна розділити на дві групи:
- прямі фахові обов'язки, що випливають із банківського статусу (депозитно-позикові, розрахункові й емісійні операції);
- контрольні функції, за допомогою яких держава здійснює втручання до грошово-кредитної системи, намагаючись впливати на перебіг економічних процесів.

Специфіка взаємовідносин між державою, її центральним банком і приватними банками дозволяє охарактеризувати Банк Англії одночасно як «праву руку в Сіті і як представника Сіті в уряді». Ця двоїста роль Банку Англії дає урядові можливість проводити вільну грошово-кредитну політику гнучкішими засобами, а фінансовій олігархії Сіті впевненість у тому, що їхні інтереси будуть відстоюватися за будь-якого уряду та будь-якого економічного курсу.
Існує безліч функцій, що покладені на Державний банк Англії, але усі вони покликані на досягнення трьох головних цілей. З-поміж них:
- Підтримка вартості національної валюти, головним чином за допомогою операцій на ринку, узгоджених з урядом, — іншими словами, здійснення грошової політики;
- Забезпечення стабільності фінансової системи через прямий контроль над банками й учасниками фінансових ринків Сіті і забезпечення стійкої й ефективної системи платежів;
- Забезпечення і підвищення ефективності та конкурентноздатності фінансової системи всередині країни і зміцнення позицій Лондонського Сіті як провідного міжнародного фінансового центру.

Як будь-який інший банк, Банк Англії надає ряд послуг своїм клієнтам. Проте клієнти Банку Англії відрізняються від клієнтів інших банків. Можна виділити 3 найважливіші групи клієнтів:
- Комерційні банки. Усі клірингові банки мають рахунки в Банку Англії. У операціях клірингу використовуються рахунки клірингових банків у Банку Англії. Банки зобов'язані мати визначену суму на рахунку, і не мають права перевищувати її. (Всі банки, які здійснюють діяльність у Великій Британії, утримують 0,35 % від суми всіх своїх депозитів на рахунку (депозиті) Банку Англії). Ця норма резервів і забезпечує головне джерело прибутку Банку Англії.
- Центральні банки інших країн мають рахунки та тримають золото в Банку Англії і можуть вести справи в Лондоні через Банк Англії.
- Уряд тримає рахунки в Банку Англії, таким чином, платежі, податки до бюджет та платежі з бюджету на соціальні потреби проходять через рахунки Банку Англії.

Таким чином:
- Банк Англії служить банком для комерційних банків
- Банк Англії служить банком для інших центральних банків
- Банк Англії служить банком для уряду

### Інші функції Банку Англії
- Здійснення монетарної політики. Банк Англії радить із приводу методів політики та відповідальний за її виконання;
- Здійснення емісії банкнот. Банк Англії має монополію на випуск паперових грошей в Англії та Уельсі. Банки Шотландії (The Royal Bank of Scotland, The Bank of Scotland та Clydesdale Bank) та Північної Ірландії (Bank of Ireland, First Trust Bank, Northern Bank та Банк Ольстера) зберегли право випуску власних банкнот, але їх емісія має бути підкріплена наявністю депозиту у розмір 1:1 у Банку Англії, за винятком кількох мільйонів фунтів, які вони мали в обігу в 1845 році. У 2002 р. Банк Англії продав свої підприємства з друку банкнот компанії De La Rue [2];
- Здійснення валютних операцій і контролю, керування золотовалютними резервами країни від імені Казначейства;
- Здійснення нагляду за кредитними установами, валютними і кредитними ринками, в цілому за банківською системою;
- Збір статистичної інформації про грошову масу і діяльність банків;
- Банк Англії — член Європейського центрального банку.